# Сёмин, Михаил Григорьевич
Михаил Григорьевич Сёмин — советский хозяйственный и государственный деятель, лауреат Государственной премии СССР за выдающиеся достижения в труде.

## Биография
Родился в 1941 году. Член КПСС.
В 1957—1960 — рабочий-строитель, в 1960—1962 — военнослужащий Советский армии, в 1962—2001 — машинист экскаватора Управления строительства «Сибакадемстрой» имени 50-летия СССР.
Экипаж Сёмина всего за 2 года и 11 месяцев выполнил задание десятой пятилетки.
За совершенствование коллективных форм его организации, способствующих достижению высоких конечных результатов, был в составе коллектива удостоен Государственной премии СССР за выдающиеся достижения в труде 1979 года.
Делегат XXVI съезда КПСС.
Живёт в Новосибирске.

## Награды
- Орден Трудового Красного Знамени (1974)
- Орден Трудовой Славы II степени (1981)
- Орден Трудовой Славы III степени (1986)